# Collectio Avellana

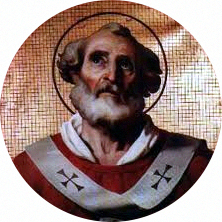
Papa Ormisda

La Collectio Avellana è una raccolta di documenti risalenti al periodo tra il 368 e il 552, conservatasi in un manoscritto custodito nel monastero di Fonte Avellana e ora conservato nella Biblioteca apostolica vaticana (Vat. lat. 4961); il manoscritto considerato migliore dai filologi è il Vat. lat. 3787.
La raccolta contiene rescritti imperiali e lettere dei pontefici; fu compilata all'epoca di papa Vigilio (537-555) e può essere suddivisa in 5 parti:
1. epistolae 1-40, che riguardano gli scismi di Ursino (366-384) e Eulalio (418-419);
2. epistolae 41-50, che riguardano la vicenda di Pelagio negli anni 417-18;
3. epistolae 51-55, lettere di papa Leone I;
4. epistolae 56-81 e 94-104, su controversie ecclesiastiche sotto i pontefici Simplicio, Felice, Gelasio e Simmaco;
5. epistolae 105-243, lettere di papa Ormisda (514-21).